# Wolfgang Weidner

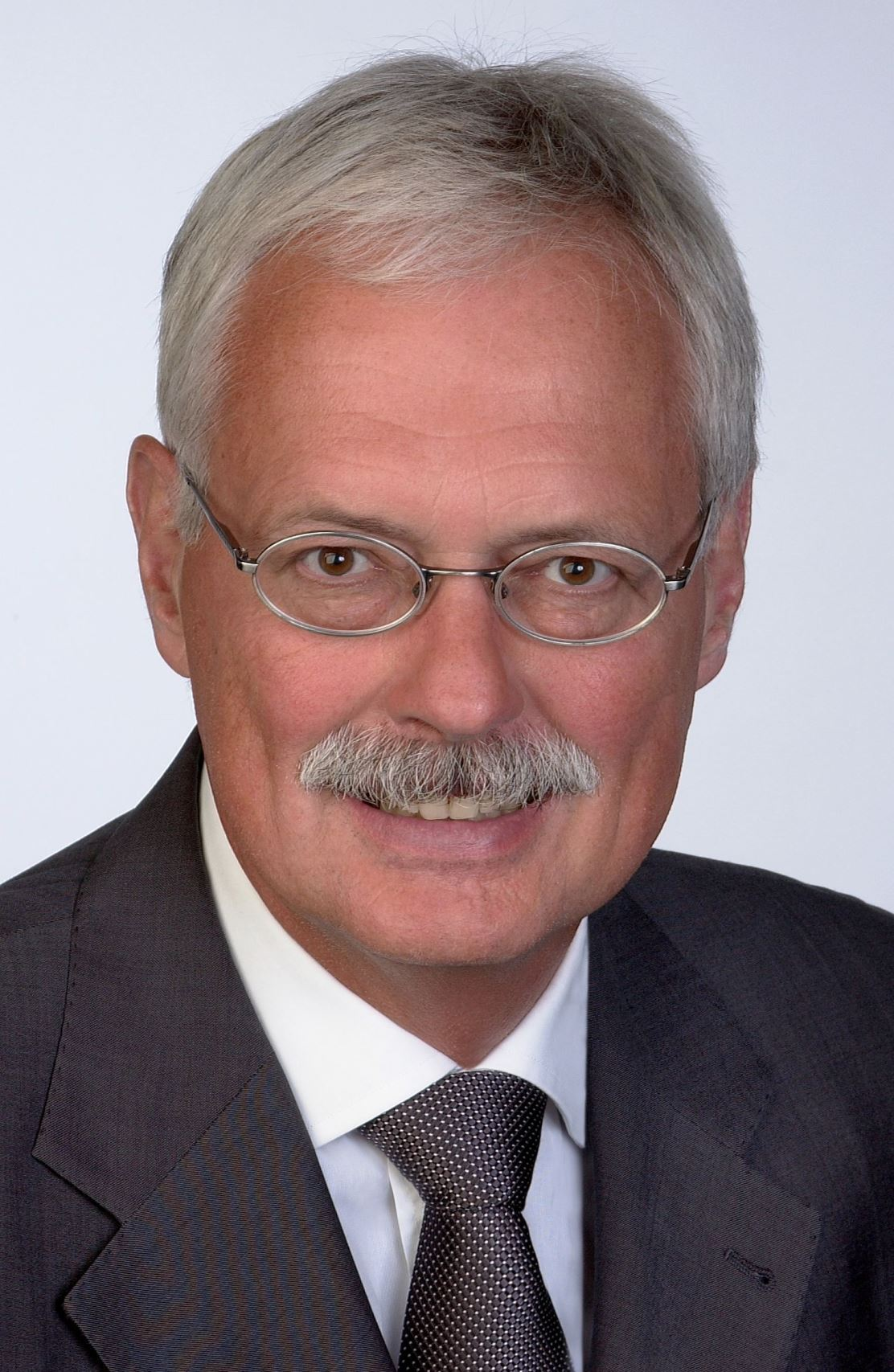
Wolfgang Weidner

Wolfgang Weidner (* 23. August 1947 in Herford, Westfalen) ist ein deutscher Mediziner. Von 1993 bis 2015 war er Professor für Urologie an der Justus-Liebig-Universität Gießen sowie Direktor der Klinik und Poliklinik für Urologie, Kinderurologie und Andrologie am Universitätsklinikum Gießen und Marburg. Von 2015 bis 2024 war Weidner hauptamtlicher Dekan der Medizinischen Fakultät der Justus-Liebig-Universität in Gießen.

## Leben
Nach dem Abitur studierte Weidner 1966–1972 an der Justus-Liebig-Universität Gießen Medizin und legte die ärztliche Prüfung im Januar 1972 ab. Im selben Jahr führte er sein Dissertationsvorhaben zum Dr. med. mit dem Thema „Immunhistologische Untersuchungen zur Lokalisation von Wachstumshormon und Prolaktin im Hypophysenvorderlappen verschiedener Spezies“ zum Abschluss. Nach der Approbation 1973 arbeitete Weidner als Assistenzarzt in der Chirurgie im Kreiskrankenhaus Gießen in Lich. Es schloss sich eine Ausbildung zum Arzt für Urologie an der Klinik für Urologie am Universitätsklinikum der Justus-Liebig-Universität Gießen an (1975–1979). Hier wurde Weidner im März 1980 zum Hochschulassistenten und Oberarzt der urologischen Universitätsklinik befördert. Im Jahr 1983 erhielt Wolfgang Weidner die Venia legendi für das Fach Urologie durch seine Habilitation zum Thema „Prostatitisdiagnostik, Untersuchungen zur Objektivierung und Differentialdiagnose verschiedener Prostatitisformen“. Eine erste Berufung in das Professorenamt (C2) erfolgte 1985. Von 1990 bis 1993 arbeitete Weidner für drei Jahre als leitender Oberarzt an der Klinik und Poliklinik für Urologie der Georg-August-Universität Göttingen. Es folgten Ernennungen zum Apl. Professor für Urologie auf Lebenszeit durch den Fachbereich Medizin der Justus-Liebig-Universität Gießen (1991) und den Fachbereich Medizin der Georg-August-Universität Göttingen (1993). Im Jahr 1993 nahm Weidner einen Ruf auf eine C4-Professur, verbunden mit der Leitung der Klinik für Urologie der Justus-Liebig-Universität Gießen, an. Die Bezeichnung der Klinik wurde später in Klinik für Urologie, Kinderurologie und Andrologie erweitert. Von 2001 bis 2004 diente Weidner zunächst als stellvertretender Ärztlicher Direktor des Universitätsklinikums Gießen, wo er dann anschließend bis 2006 als Ärztlicher Direktor fungierte. Im Jahr 2006 wurde Wolfgang Weidner zum ersten Mal zum Dekan des Fachbereichs Medizin der Justus-Liebig-Universität Gießen gewählt und hatte dieses Amt bis 2009 inne. 2015 wurde Wolfgang Weidner als erster hauptamtlicher Dekan des Fachbereichs Humanmedizin der Justus-Liebig-Universität wieder in dieses Amt gewählt, das er unmittelbar nach seiner Emeritierung am 30. September 2015 zum 1. Oktober 2015 angetreten hat. Er wurde anschließend für zwei weitere 3-jährige Amtszeiten wiedergewählt und schied am 30. September 2024 nach neunjähriger Amtszeit aus.

## Wirken
Die klinischen Arbeiten von Wolfgang Weidner erstrecken sich auf die benigne Prostatahyperplasie (BPH), Lasertherapie, Nierentumor, Harnableitung, weibliche Inkontinenz, chirurgische Therapie andrologischer Störungen, urogenitale Infektionen, Hodentumor.
Als Wissenschaftler war Weidner vornehmlich tätig in der chirurgischen Therapie in der Andrologie, urogenitalen Infektionen, Inkontinenz der Frau, BPH, Varikozele und Induratio penis plastica.
Weidner hat folgende Ehrenämter und Funktionen:
- 1989–1993 Vorsitzender, Andrologische Gruppe der Deutschen Urologen
- 1993 Akademiemitglied, Europäische Akademie für Andrologie (EAA)
- 1995 (Co-)Vorsitzender des EAA-Center Gießen (laufend)
- 1998 Wissenschaftlicher Beirat, Bundesärztekammer (Leitfaden: Reproduktionsmedizin)
- 2000–2005 Vorsitzender, Leitfadenkonsortium Unfruchtbarkeit, European Association of Urology (EAU)
- 2002–2006 Vorstand, DFG-Graduiertenkolleg, „Cell-Cell interaction in reproduction“
- 2008–2014 Sprecher, DFG Klinische Forschergruppe KFO 181/1 + 2 „Male Factor Infertility due to Impaired Spermatogenesis“
- 2007–2013 Präsident der Deutschen Gesellschaft für Andrologie
- 2011–2014 Sprecher des Schwerpunkts der Landesoffensive für die Entwicklung wissenschaftlich-ökonomischer Exzellenz (LOEWE): „Male Factor Infertility due to Impaired Spermatogenesis“
- 2012–2016 Vorsitzender, European Section of Andrological Urology (ESAU) der European Association of Urology (EAU)
- 2013–2016 Co-Programmdirektor: Andrological Education Program, Staatliche Universität Moskau (Russland), Institut für Urologie
- 2014 Vorstandsmitglied European Academy of Andrology (EAA)

## Förderung der Wissenschaftlichen Arbeit
- Deutsche Forschungsgemeinschaft (DFG)
- Bundesministerium für Bildung und Wissenschaft (BMBF)
- Deutsche Gesellschaft für Urologie

## Auszeichnungen
- 2000 Felix-Martin-Oberländer-Preis, Deutsche Gesellschaft für Urologie
- 2005 Ehrenmitglied der Ungarischen Gesellschaft für Urologie (Ungarn)
- 2009 Urologisch-Andrologischer Preis der türkischen Gesellschaft für Urologie (Türkei)
- 2010 Preis der Semmelweis-Universität Budapest (Ungarn)
- 2013 Hirschler-Lecture University of Washington, Seattle (USA)
- 2014 Ernennung zum „Honorarprofessor“ der Staatlichen Universität (Institut für Urologie) Moskau (Russland)
- 2015 Maximilian Nitze – Medaille durch die Deutsche Gesellschaft für Urologie
- 2018 Bundesverdienstkreuz 1. Klasse[1]

## Publikationen (Auswahl)
Insgesamt über 200 Arbeiten; über 400 Vorträge, davon mehr als 250 publiziert; 5 Bücher; über 40 Buchbeiträge, Betreuung von mehr als 40 Promotionen.
- A Pilatz, H Hossain, R Kaiser, A Mankertz, CG Schüttler, E Domann, HC Schuppe, T Chakraborty, W Weidner, F Wagenlehner: Acute Epididymitis Revisited: Impact of Molecular Diagnostics on Etiology and Contemporary Guideline Recommendations. In: Eur Urol, 68, 2015, S. 428–435, PMID 25542628
- Marcelo Marconi, Cristian Palma, Pablo Troncoso, Arturo Dell Oro, Thorsten Diemer, Wolfgang Weidner: Microsurgical Spermatic Cord Denervation as a Treatment for Chronic Scrotal Content Pain: A Multicenter Open Label Trial. In: The Journal of Urology. 21. Mai 2015, ISSN 1527-3792, doi:10.1016/j.juro.2015.05.081, PMID 26004866.
- Marcelo Marconi, Andreas Keudel, Thorsten Diemer, Martin Bergmann, Klaus Steger, Hans-Christian Schuppe, Wolfgang Weidner: Combined trifocal and microsurgical testicular sperm extraction is the best technique for testicular sperm retrieval in “low-chance” nonobstructive azoospermia. In: European Urology. Band 62, Nr. 4, Oktober 2012, ISSN 1873-7560, S. 713–719, doi:10.1016/j.eururo.2012.03.004, PMID 22521095.
- A. C. Langheinrich, A. Paradowska, R. Kilinski, M. Kampschulte, K. Steinfeld, B. Altinkilic, K. Steger, P. Stieger, M. Bergmann, W. Weidner: Mixed testicular atrophy related to atherosclerosis: first lessons from the ApoE(-/-)/LDL receptor(-/-) double knockout mouse model. In: International Journal of Andrology. Band 35, Nr. 4, August 2012, ISSN 1365-2605, S. 562–571, doi:10.1111/j.1365-2605.2011.01228.x, PMID 22150227.
- Vittorio Magri, Florian Wagenlehner, Gianpaolo Perletti, Sebastian Schneider, Emanuela Marras, Kurt G. Naber, Wolfgang Weidner: Use of the UPOINT chronic prostatitis/chronic pelvic pain syndrome classification in European patient cohorts: sexual function domain improves correlations. In: The Journal of Urology. Band 184, Nr. 6, Dezember 2010, ISSN 1527-3792, S. 2339–2345, doi:10.1016/j.juro.2010.08.025, PMID 20952019.
- Klaus Steger, Jochen Wilhelm, Lutz Konrad, Thomas Stalf, Robert Greb, Thorsten Diemer, Sabine Kliesch, Martin Bergmann, Wolfgang Weidner: Both protamine-1 to protamine-2 mRNA ratio and Bcl2 mRNA content in testicular spermatids and ejaculated spermatozoa discriminate between fertile and infertile men. In: Human Reproduction (Oxford, England). Band 23, Nr. 1, 1. Januar 2008, ISSN 1460-2350, S. 11–16, doi:10.1093/humrep/dem363, PMID 18003625.